# Pseudoraja fischeri
Pseudoraja fischeri är en rockeart som beskrevs av Bigelow och Schroeder 1954. Pseudoraja fischeri ingår i släktet Pseudoraja och familjen egentliga rockor. IUCN kategoriserar arten globalt som otillräckligt studerad. Inga underarter finns listade i Catalogue of Life.